# Чхаидзе, Геннадий
Геннадий Чхаидзе (груз. გენნადი ჩხაიძე; род. 19 июня 1974, Тбилиси) — грузинский, киргизский и узбекский борец греко-римского стиля, чемпион Азии.

## Биография
Родился в 1974 году в Тбилиси. Выступая за Грузию, в 1999 году занял 5-е места на чемпионатах мира и Европы, в 2000 году занял 5-е место на Олимпийских играх в Сиднее. С 2003 года начал выступать за Кыргызстан, в 2004 году стал чемпионом Азии, но на Олимпийских играх в Афинах опять занял только 5-е место. С 2006 года стал выступать за Узбекистан, завоевав в этом году бронзовую медаль Азиатских игр.